# Phạm Thu Hằng
Phạm Thu Hằng sinh năm 1984 tại Hà Nội, Việt Nam. Cô đã giành chiến thắng tại cuộc thi Hoa khôi Hà Nội-Việt Nam 2005 và là thí sinh chính thức đại diện Việt Nam tham dự Hoa hậu Hoàn vũ 2005 tại Thái Lan nhưng đã không vào được Top 15. Cô từng theo học khoa Quản trị Kinh doanh tại Trường Đại học Kinh doanh và Công nghệ Hà Nội.

## Hoa khôi Hà Nội-Việt Nam 2005
- Hoa khôi: Phạm Thu Hằng
- Á khôi 1: Phạm Thị Thùy Dương

(Top 10 Hoa hậu Việt Nam 2006, đại diện Việt Nam tham gia Hoa hậu Quốc tế 2007 và giành được giải Hoa hậu được bình chọn qua mạng nhiều nhất)
- Á khôi 2: Nguyễn Thái Hà

(Tham gia Nữ hoàng Du lịch Quốc tế 2009, nhận lời đại diện Việt Nam dự thi Hoa hậu Trái Đất 2011 nhưng rút lui trước ngày lên đường do bận việc đột xuất của gia đình)
Phạm Thu Hằng cũng giành được giải phụ là Người đẹp có thể hình đẹp nhất.

## Miss Universe 2005
Phạm Thu Hằng tham dự Hoa hậu Hoàn vũ 2005 tại Thái Lan nhưng không lọt vào Top 15 người đẹp nhất. Thí sinh chiến thắng là Natalie Glebova đến từ Canada.